# Rafle du 10 janvier 1944
La rafle du 10 janvier 1944 à Bordeaux est l'arrestation par la police française de 335 victimes juives dans le cadre de la politique d'extermination nazie pendant la Seconde Guerre mondiale. C'est la dernière des quatre grandes rafles menées en Aquitaine entre juillet 1942 et janvier 1944. La Synagogue de Bordeaux, fait unique dans la France occupée, est le lieu de détention des familles juives raflées en janvier 1944. Maurice Papon, alors secrétaire général de la préfecture de la Gironde, futur ministre de la Ve République, est un des organisateurs de cette rafle à Bordeaux où vivaient avant la Seconde Guerre mondiale plus de 5.000 juifs.

## La Rafle
La rafle du 10 janvier 1944 à Bordeaux concerne 335 victimes juives,,,.
Dans la nuit du 10 au 11 janvier 1944, 228 juifs sont arrêtés en Gironde (135 à Bordeaux, 16 à Libourne, 12 à Arcachon et 65 dans le reste du département). Cette rafle est soigneusement préparée. Le 12 janvier 1944, un convoi quitte la Gare de Bordeaux-Saint-Jean et emmène 317 juifs au camp de Drancy avant la déportation vers un camp d’extermination nazi.
Le 11 janvier 1944, l’assemblée des rabbins français recommande la fermeture des synagogues.

## Victimes
Parmi les victimes, déportées par le Convoi No. 67, en date du 3 février 1944, de Drancy vers Auschwitz, où elles sont assassinées à leur arrivée, on trouve:
- Lisette Salzedo (17 ans)[8],[Note 1]
- Louis Torrès (44 ans)[9] et Estreya Torrès (34 ans)[10] et leur 9 enfants: Esther – Yvette Torrès (17 ans)[11] , Ernest Torrès (16 ans)[12] , Marcel Torrès (14 ans)[13] , Louise Torrès (13 ans)[14] , Edmond Torrès (10 ans)[15], Raymond Torrès (8 ans)[16], Lucette Torrès (7 ans)[17], Simone Torrès (5 ans}[18] , Georges  Torrès (3 ans)[19],[20]
- Issac Guerstein (51 ans), Julia Guerstein (43 ans)[Note 2] et leur fils Serge Guerstein (15 ans)[21],[22]

## Rescapés
- Berthe Murate[23] ou Murrate[Note 3] (35 ans)[Note 4], arrêtée avec son mari André Murrate (35 ans)[Note 5], parquée dans la Synagogue de Bordeaux avant d'être envoyée à Drancy, survivante d'Auschwitz, témoin aux assises de la Gironde, en février 1998
- Boris Cyrulnik (6 ans)[24]
- Blanche Chauveau (11 ans)[25] et sa sœur Josette Mélinon (4 ans)[25],[26]
- Michel Schouker (11 ans)[27],[28]